# Eugeniusz Cezary Król
Eugeniusz Cezary Król (ur. 12 stycznia 1947 w Warszawie) – polski historyk, specjalizujący się w historii najnowszej stosunków polsko-niemieckich , profesor nauk humanistycznych, w latach 2012–2016 dyrektor Instytutu Studiów Politycznych PAN.

## Życiorys
Absolwent VIII Liceum Ogólnokształcącego im. Władysława IV w Warszawie (1964). W 1969 ukończył studia historyczne na Uniwersytecie Warszawskim. Następnie uczestnik asystenckich studiów przygotowawczych i studiów doktorskich na macierzystej uczelni. W latach 1973–1981 pracował w Instytucie Kształcenia Nauczycieli w Warszawie. W 1976 otrzymał na Uniwersytecie Warszawskim stopień doktora na podstawie pracy Okupant niemiecki wobec szkolnictwa polskiego na terenie Generalnej Guberni w okresie drugiej wojny światowej (1939–1944). Na przełomie lat 70. i 80. współpracował z Niezależną Oficyną Wydawniczą.
W latach 1981–1991 pracował w Pracowni Warszawskiej Instytutu Zachodniego w Poznaniu, od czerwca 1991 do lutego 1993 w Instytucie Badań Edukacyjnych. W marcu 1993 został pracownikiem Instytutu Studiów Politycznych PAN, w Zakładzie Studiów nad Niemcami. W 1999 otrzymał stopień doktora habilitowanego na podstawie pracy Propaganda i indoktrynacja narodowego socjalizmu w Niemczech 1919–1945. W 2007 otrzymał tytuł profesora nauk humanistycznych. W latach 1999–2000 pracował jako profesor gościnny na Uniwersytecie Johannesa Gutenberga w Moguncji; w latach 2002–2006 był dyrektorem Stacji Naukowej PAN w Berlinie, w latach 2012–2016 dyrektorem Instytutu Studiów Politycznych PAN. W latach 2000–2002 i 2006–2013 wykładał w Collegium Civitas w Warszawie, gdzie kierował także Katedrą Politologii. Był także wykładowcą Akademii Sztuk Pięknych w Warszawie (2016–2019).
Za książkę Propaganda i indoktrynacja narodowego socjalizmu w Niemczech 1919–1945 otrzymał Nagrodę Klio (1999) i Nagrodę im. Jana Długosza, za książkę Polska i Polacy w propagandzie narodowego socjalizmu w Niemczech 1919–1945 Nagrodę Klio w 2006. Jest tłumaczem i edytorem polskiego wyboru Dzienników Josepha Goebbelsa (tom 1–3, wyd. 2013–2014). Jest również redaktorem naukowym i tłumaczem polskiego wydania krytycznego Mein Kampf Adolfa Hitlera (2020).